# Chu Sinh Lĩnh
Chu Sinh Lĩnh (tiếng Trung: 朱生岭; sinh tháng 11 năm 1957) là Thượng tướng Lực lượng Cảnh sát Vũ trang Nhân dân Trung Quốc (PAP). Ông hiện là Ủy viên Ủy ban Trung ương Đảng Cộng sản Trung Quốc khóa XIX, nguyên là Chính ủy Chiến khu Trung ương Quân Giải phóng Nhân dân Trung Quốc, nguyên Chính ủy Lực lượng Cảnh sát Vũ trang Nhân dân Trung Quốc, nguyên Chính ủy Bộ Động viên Quốc phòng Quân ủy Trung ương Trung Quốc.

## Tiểu sử

### Thân thế
Chu Sinh Lĩnh là người Hán sinh tháng 11 năm 1957 tại Đông Đài, tỉnh Giang Tô.

### Giáo dục
Chu Sinh Lĩnh có trình độ học lực nghiên cứu sinh Học viện Chỉ huy Lục quân và có học vị thạc sĩ khoa học quân sự.

### Sự nghiệp
Tháng 12 năm 1976, Chu Sinh Lĩnh gia nhập Quân Giải phóng Nhân dân Trung Quốc. Tháng 12 năm 1978, ông được kết nạp vào Đảng Cộng sản Trung Quốc. Ở tuổi 19, Chu Sinh Lĩnh nhập ngũ đi lên từ chiến sĩ lục quân lần lượt đảm nhiệm cương vị Tiểu đội trưởng, Trung đội trưởng, Chỉ đạo viên chính trị đại đội; Chính trị viên Tiểu đoàn; Chủ nhiệm Ban Chính trị Trung đoàn và Chính ủy Trung đoàn Pháo binh, Khu Thủ bị Chu thuộc Quân khu Nam Kinh;
Từ tháng 5 năm 1994, ông lần lượt đảm nhiệm chức vụ Chính ủy Lữ đoàn Hải Phòng 6, Quân khu Nam Kinh; Phó Chính ủy Khu Cảnh bị Chu Sơn, tỉnh Chiết Giang; Chính ủy Sư đoàn 36, Tập đoàn quân 12 và Chính ủy Sư đoàn 1, Tập đoàn quân 1, Quân khu Nam Kinh.
Tháng 8 năm 2005, ông được bổ nhiệm giữ chức Chủ nhiệm Cục Chính trị Tập đoàn quân 31, Quân khu Nam Kinh. Tháng 7 năm 2007, ông được phong quân hàm Thiếu tướng. Tháng 5 năm 2009, ông được luân chuyển làm Chính ủy Quân khu tỉnh Phúc Kiến, trực thuộc Quân khu Nam Kinh. Tháng 9 năm 2009, ông được bổ nhiệm làm Ủy viên Ban Thường vụ Tỉnh ủy Phúc Kiến, Chính ủy Quân khu tỉnh Phúc Kiến. Tháng 3 năm 2013, Chu Sinh Lĩnh được điều động làm Chính ủy Khu Cảnh bị Thượng Hải; từ tháng 6 năm 2013, ông giữ chức Ủy viên Ban Thường vụ Thành ủy Thượng Hải, Chính ủy Khu Cảnh bị Thượng Hải. Tháng 12 năm 2014, ông được điều chuyển làm Chủ nhiệm Cục Chính trị Quân khu Nam Kinh.
Tháng 1 năm 2016, Chủ tịch Quân ủy Trung ương Tập Cận Bình tuyên bố giải thể Bộ Tổng Tham mưu, Tổng cục Chính trị, Tổng cục Hậu cần và Tổng cục Trang bị của Quân giải phóng nhân dân Trung Quốc, để phân chia và sáp nhập vào các cơ quan của Quân ủy Trung ương; Chu Sinh Lĩnh được bổ nhiệm giữ chức vụ Chính ủy Bộ Động viên Quốc phòng Quân ủy Trung ương Trung Quốc. Tháng 8 năm 2016, ông được thăng quân hàm Trung tướng. Tháng 1 năm 2017, Chu Sinh Lĩnh được bổ nhiệm làm Chính ủy Lực lượng Cảnh sát Vũ trang Nhân dân Trung Quốc, thay cho ông Tôn Tư Kính đồng thời cải phong quân hàm Trung tướng thành cảnh hàm Trung tướng Vũ cảnh. Ngày 24 tháng 10 năm 2017, tại Đại hội Đảng Cộng sản Trung Quốc lần thứ XIX, ông được bầu làm Ủy viên Ban Chấp hành Trung ương Đảng Cộng sản Trung Quốc khóa XIX. Ngày 5 tháng 2 năm 2018, tại Hội nghị toàn thể lần thứ nhất của Ủy ban Lực lượng Cảnh Vũ trang Nhân dân Trung Quốc Đảng Cộng sản Trung Quốc khóa 3, Chu Sinh Lĩnh được bầu làm Bí thư Đảng ủy Lực lượng Cảnh sát Vũ trang Nhân dân Trung Quốc.
Tháng 3 năm 2019, ông được bổ nhiệm làm Chính ủy Chiến khu Trung ương Quân Giải phóng Nhân dân Trung Quốc thay tướng Ân Phương Long. Chức vụ Chính ủy Lực lượng Cảnh sát Vũ trang Nhân dân Trung Quốc do Thượng tướng An Triệu Khánh kế nhiệm.
Ngày 31 tháng 7 năm 2019, ông được thăng quân hàm Thượng tướng Vũ cảnh.